# Champions Hockey League
Champions Hockey League är en europeisk ishockeyturnering som grundades av 26 klubbar, 6 ligor och Internationella ishockeyförbundet (IIHF), som startade säsongen 2014/2015.

## Bakgrund
IIHF startade en turnering med samma namn 2008 i samband med IIHF:s hundraårsjubileum. Den enda säsongen av turneringen spelades mellan 8 oktober 2008 och 28 januari 2009 och vanns av ZSC Lions som fick chansen att spela i Victoria Cup som pris. IIHF planerade en andra säsong av turneringen, men var tvingade att lägga ner efter problem med att hitta sponsorer. Den 9 december 2013 tillkännagav IIHF att en ny turnering med samma namn som den förra skulle ta sin början, som en efterföljare av European Trophy, som skulle starta säsongen 2014–15
Från säsongen 2015/2016 utökades lagen från 44 till 48. De 48 lagen var fördelade på åtta grupper, där de trettiotvå bästa lagen gick vidare till sextondelsfinal. Till säsongen 2017/2018 reducerades antalet lag till 32 och antalet grupper till 8, och de sexton bästa lagen gick vidare till slutspel. Från och med 2023/2024 års säsong gjordes ytterligare justeringar när antalet lag minskades till 24. Alla lag ingår numera i en full serie där samtliga lag spelar sex matcher mot lottade motståndare. De 16 lag som slutligen placerar sig högst i tabellen avancerar till slutspel. 
Säsongen 2020/2021 gjorde turneringen uppehåll på grund av coronavirusutbrottet.

## Mästare och finalister
| Säsong    | Mästare                                  | Resultat                                 | Finalist                                 |
| --------- | ---------------------------------------- | ---------------------------------------- | ---------------------------------------- |
| 2014/2015 | Luleå HF                                 | 4–2                                      | Frölunda HC                              |
| 2015/2016 | Frölunda HC                              | 2–1                                      | Oulun Kärpät                             |
| 2016/2017 | Frölunda HC                              | 4–3 (e.fl.)                              | Sparta Prag                              |
| 2017/2018 | JYP                                      | 2–0                                      | Växjö Lakers                             |
| 2018/2019 | Frölunda HC                              | 3–1                                      | Red Bull München                         |
| 2019/2020 | Frölunda HC                              | 3–1                                      | Mountfield HK                            |
| 2020/2021 | inställt på grund av coronaviruspandemin | inställt på grund av coronaviruspandemin | inställt på grund av coronaviruspandemin |
| 2021/2022 | Rögle BK                                 | 2–1                                      | Tappara                                  |
| 2022/2023 | Tappara                                  | 3-2                                      | Luleå HF                                 |
| 2023/2024 | Servette                                 | 3-2                                      | Skellefteå AIK                           |
| 2024/2025 | ZSC Lions                                | 2-1                                      | Färjestad BK                             |

## Antal titlar och finaler för respektive nation
| Nation   | Mästare | Finalist |
| -------- | ------- | -------- |
| Sverige  | 6       | 5        |
| Finland  | 2       | 2        |
| Schweiz  | 2       | 0        |
| Tjeckien | 0       | 2        |
| Tyskland | 0       | 1        |

Övriga nationer som har varit i semifinal är från Österrike.

## TV-sändningar
I samband med att turnering som startade säsongen 2014/2015, hade sändningsrättigheterna i Sverige tilldelats Sveriges Television och Discovery Networks med dess sportkanal Eurosport. Från säsongen 2017/2018 delas sändningsrättigheterna i Sverige mellan Sveriges Television och MTG med dess sportkanal Viasat Hockey.